# Lisa Feldmann
Lisa Feldmann (* 1958) ist eine deutsche Journalistin. Von 2020 bis 2022 hat sie jeden zweiten Samstag für die Boulevardzeitung «Blick» die Kolumne "So ein Ding" geschrieben. Zuvor war sie Chefredakteurin von Modemagazinen. Mit ihrem Blog «feldmann trommelt» gibt sie einen Einblick in ihre Welt und ihre Meinung zur Mode und Lifestyle.

## Ausbildung und berufliche Laufbahn
Lisa Feldmann arbeitete unter anderem als stellvertretende Chefredakteurin von «Elle», war Chefredakteurin der «Cosmopolitan» und arbeitete als Ressortleiterin beim Magazin der «Süddeutschen Zeitung». Anschliessend schrieb sie als freie Autorin für Mode und Lifestyle in der Trend-Redaktion der «SonntagsZeitung», arbeitete bei «Tempo», «Die Woche», «Tagesspiegel», «Financial Times» und weiteren Zeitungen.
2002 erschien «100 noch nicht geschriebene Bücher», eine Textsammlung bei der Feldmann als Herausgeberin fungierte.
2004 bis 2013 war Lisa Feldmann Chefredakteurin der Schweizer Frauenzeitschrift «Annabelle».
Von April 2013 bis März 2014 war Feldmann Chefredakteurin der deutschen Ausgabe von Andy Warhols Interview Magazine.
2015 übernahm sie bis 2017 die Chefredaktion des Modemagazins «L'Officiel».